# Фонд социального страхования Российской Федерации
Фонд социального страхования Российской Федерации (ФСС) — российский государственный внебюджетный фонд, существовавший с 1991 г. по 1 января 2023 г. Деятельность фонда регулировали Бюджетный кодекс, Федеральный закон «Об основах обязательного социального страхования» и другие нормативные акты РФ.

## История
Создан 1 января 1991 года совместным постановлением Совета Министров РСФСР и Федерации независимых профсоюзов РСФСР № 600/9-3 от 25 декабря 1990 года для проведения обязательного социального страхования граждан России.
В июле 2022 года Госдумой было принято решение о слиянии к 1 января 2023 года ФСС и Пенсионного фонда России (ПФР) с созданием единого Фонда пенсионного и социального страхования Российской Федерации (кратко: Социального фонда России, СФР).

## Бюджет
Бюджет ФСС на 2016 год сформирован по доходам в сумме 614,5 миллиарда рублей (0,78 % ВВП), по расходам — 648 миллиардов рублей (0,82 % ВВП), с дефицитом 33,5 миллиарда рублей. В части обязательного социального страхования на случай временной нетрудоспособности и в связи с материнством бюджет ФСС сформирован с дефицитом в сумме 45,5 миллиарда рублей, а от несчастных случаев на производстве и профзаболеваний — с профицитом 12 миллиардов рублей.

## Функции
Фонд осуществлял следующие функции:
- страхование на случай временной нетрудоспособности и в связи с материнством: выплата пособий по временной нетрудоспособности (оплата «больничных»), пособий по беременности и родам, единовременных пособий при постановке на учёт в ранние сроки беременности, единовременных пособий при рождении, ежемесячных пособий по уходу за ребёнком, социального пособия на погребение;
- страхование от несчастных случаев на производстве и профессиональных заболеваний: выплата пострадавшим на производстве гражданам страхового обеспечения (единовременные и ежемесячные страховые выплаты, оплата дополнительных расходов на медицинскую, социальную и профессиональную реабилитацию), финансовое обеспечение предупредительных мер по сокращению производственного травматизма и профессиональных заболеваний;
- обеспечение льготных категорий граждан путёвками на санаторно-курортное лечение и проездом к месту лечения и обратно;
- обеспечение инвалидов техническими средствами реабилитации и протезами;
- оплата родовых сертификатов.

## Профилактика травматизма и профессиональной заболеваемости

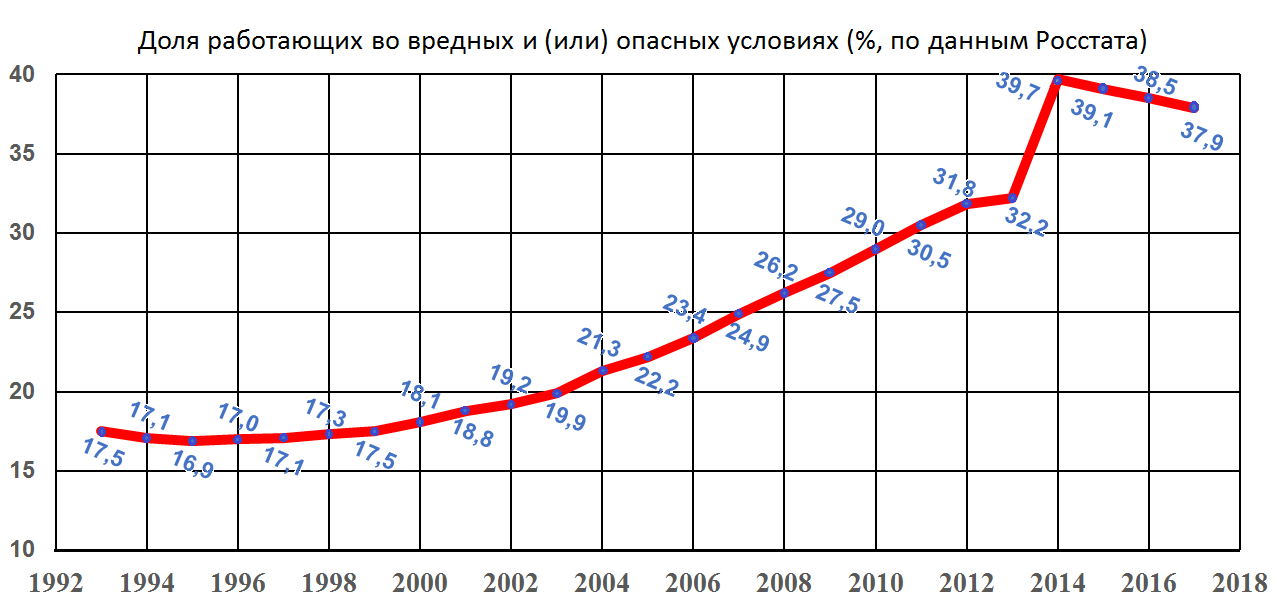
Динамика изменения доли работающих во вредных и (или) опасных условиях в РФ, по данным Росстата. Спад после 2014 г. может объясняться тем, что принятый закон 426-ФЗ стал приравнивать выдачу средств индивидуальной защиты к улучшению условий труда, и внесением изменений в методики оценки условий труда (они стали менее строгими)

ФСС предлагает работодателям использовать до 30 % их отчислений на мероприятия, способствующие сокращению числа несчастных случаев и профзаболеваний (сначала — до 20 % отчислений, с 2019 г. — до 30 %).
Однако на практике значительная часть работодателей стала использовать эти средства не на улучшение условий труда (надёжный способ профилактики), а на закупку средств индивидуальной защиты (дешёвый и не трудоёмкий, но неэффективный способ защиты). Например, по данным Фонда, в РФ в целом на закупку СИЗ в 2014 г. потратили в 29 раз больше (1,3 и 41,5 %). В отдельных регионах соотношение может быть иным. Например, в Кемерово, по данным регионального филиала ФСС, на улучшение условий труда тратили 0,4 % средств Фонда, а на закупку СИЗ — уже 53,7 %. По данным московского филиала в 2018 г. на СИЗ потратили 25 % средств, полученных от ФСС; а на улучшение условий труда — или совсем ничего, или пренебрежимо малую сумму.
Причём в условиях РФ выдача работникам СИЗ способствует сохранению их здоровья и жизни в меньшей степени, чем выдача (тех же самых) СИЗ в развитых странах: в РФ нет научно-обоснованных требований законодательства, учебных программ и обучения специалистов по охране труда и работников, выбору и правильному использованию СИЗ. Специалисты в подавляющем большинстве случаев негативно оценивали возможность приравнивать выдачу СИЗ к улучшению  условий труда.
Однако, пользуясь отсутствием требований, поставщики систематично и необоснованно завышают эффективность своей продукции, порой на порядки — что приводит к выдаче части работников таких СИЗ, которые заведомо не соответствуют условиям труда по защитным свойствам. На критические замечания специалистов по профессиональным заболеваниям они адекватно не реагируют — объёмы продаж СИЗ заметно возросли (в соответствии с ростом рабочих мест с вредными условиями труда).
Отличие подходов в использовании СИЗ (в РФ — по сравнению с развитыми странами) отчасти объясняется сложившимися (в условиях не регистрации большей части случаев развития профзаболеваний) традициями; а отчасти — лоббированием интересов поставщиков влиятельной организацией, где работает два бывших начальника Департамента условий и охраны труда (Минтруда).

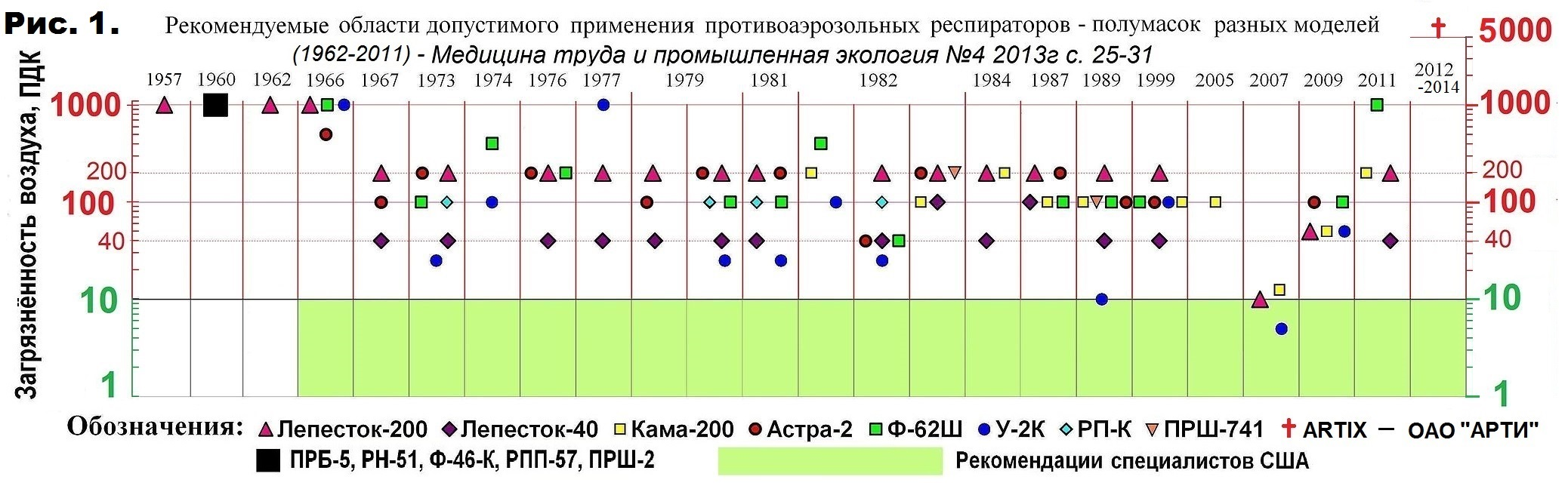
Сравнительный пример того, что в РФ рекомендуют использовать респираторы-полумаски (низкоэффективные) при загрязнённость воздуха — и требования закона в США, источник

По данным возврат части средств ФСС работодателям на профилактические мероприятия в некоторой степени снизил число страховых случаев. Но, по мнению профпатологов, в РФ регистрируется незначительная часть профзаболеваний, и статистические данные по этой небольшой части вряд ли можно считать точным показателем реальной ситуации.

## Отчётность
- форма 4-ФСС — Срок сдачи отчётности зависит от способа представления. На бумаге: не позднее 20-го числа месяца, следующего за отчетным периодом. В электронном виде: не позднее 25-го числа месяца, следующего за отчетным периодом[20].